# Polycyrtus xanthocarpus
Polycyrtus xanthocarpus là một loài tò vò trong họ Ichneumonidae.